# Erasmus Grasser
Erasmus Grasser (1450 Schmidmühlen, Horní Falcko – 1518 Mnichov) byl německý pozdně gotický řezbář, sochař a architekt.

## Život
Erasmus Grasser putoval jako tovaryš po Německu a roku 1472 se usadil v Mnichově. Místní představení cechu ho nejprve odmítali přijmout a tvrdili, že je "nepřátelský, arogantní a prolhaný knecht". Jeho talent je však přesvědčil a v roce 1477 se stal mistrem řezbářem. Ve stejném roce se oženil s Dorotheou Kaltenprunner. Od roku 1480, kdy byl jednomyslně zvolen jedním ze čtyř hlav cechu malířů a řezbářů, zastával tuto funkci do konce života. Roku 1500 zakoupil dům v dnešní Theatinerstraße. Stal se vyhledávaným sochařem a provozoval velkou dílnu s mnoha tovaryši.
Grasser byl také odborníkem na vodní stavby a roku 1498 a 1512 ho vévoda Albrecht IV. pověřil vypracováním plánů na rekonstrukci starého solivaru v Bad Reichenhall. Byl jmenován do funkce "Sachverständiger für Wasserbau der Stadt Mnichov" a roku 1507 "Erster Bau- und Werk von Meister des Salzbrunnens Reichenhall" s platem 80 zlatých ročně. Od roku 1512 byl členem Městské rady v Mnichově. Zemřel jako nejbohatší občan Mnichova roku 1518 a byl pohřben na zvláštním místě vedle Frauenkirche.
Od roku 1993 uděluje Mnichovská a Hornobavorská komora řemesel Grasserovu cenu (Erasmus-Grasser-Preis) pedagogům, kteří se významně zasloužili o vzdělávání mládeže.

## Dílo

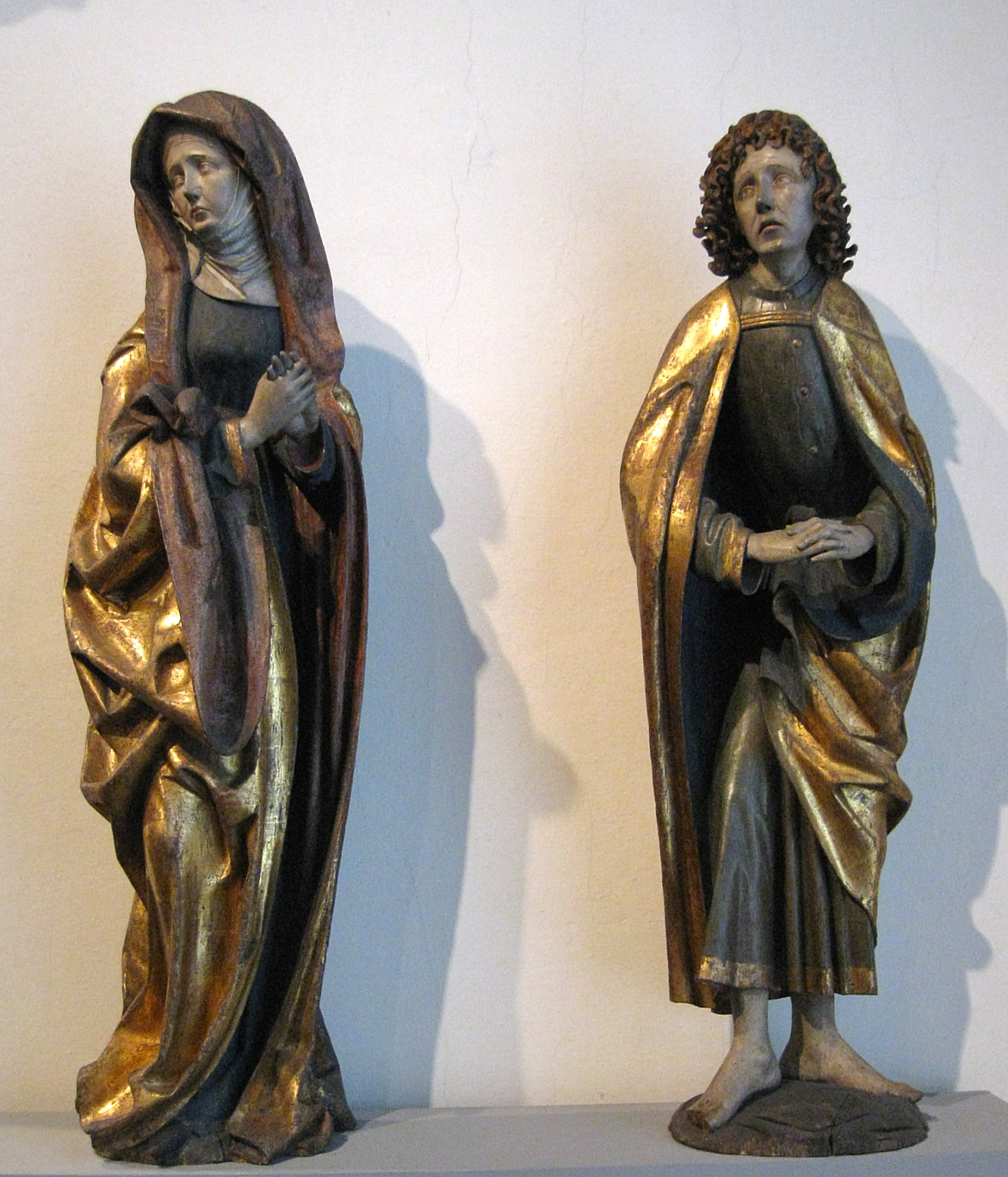
Erasmus Grasser: Marie a Jan (Johannes), kolem 1480-1

Grasser pracoval převážně ve dřevě. Jeho nejznámějším dílem je série sošek tanečníků (Moriskentänzer) pro reprezentační taneční sál Staré radnice v Mnichově (Morrisův tanec je starý anglický a německý lidový tanec provozovaný od roku 1448, který se stal součástí dvorské renesanční kultury. Historický charakter tance má svůj původ v bojích křesťanské populace jižních zemích se Saracény (Maury)). Sošek bylo původně 16, z nich 10, které se zachovaly, je umístěno v Mnichovském státním muzeu. Sochy vyřezané z lipového dřeva mají výšku 61 – 81,5 cm a představují postavy v expresivním tanečním postoji oblečené do kostýmu šaška.
Grasser nebo jeho dílna je autorem reliéfu Nesení rakve s Marií, nyní v California Palace of the Legion of Honor in San Francisco. V Čechách je uváděno jeho dílo na hradě Bouzov a Moravská galerie v Brně vystavuje křídlový vyřezávaný oltář, vyrobený pravděpodobně v dílně Erasma Grassera kolem roku 1510.

### Známá díla

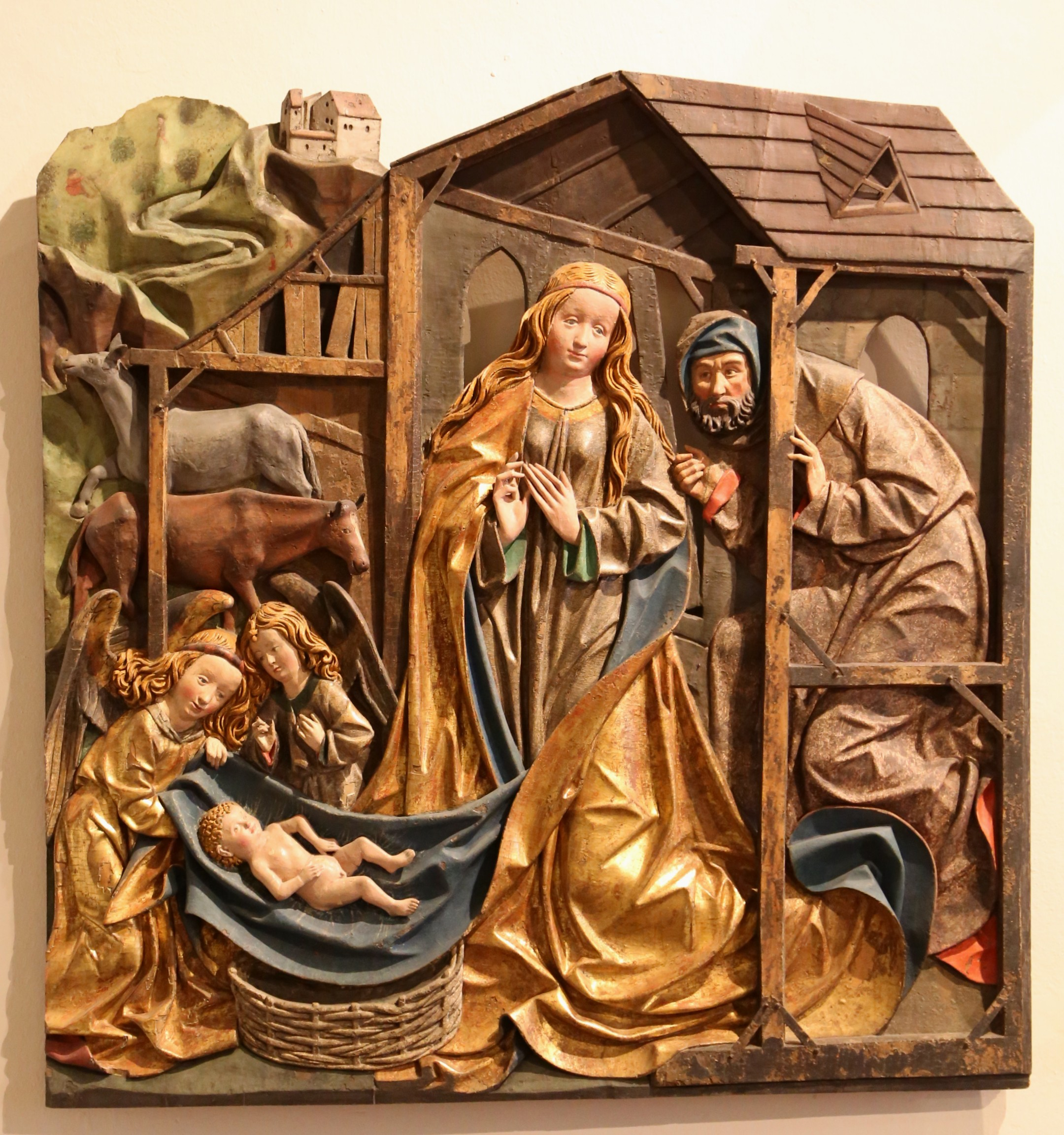
Erasmus Grasser: Narození Krista

- 1480 Tanečník při španělském tanci moresca (Moriskentänzer), polychromovaná dřevořezba, Münchner Stadtmuseum
- 1482 Epitaf Doktora Ulricha Aresingera (mramor), Peterskirche, Mnichov
- Cyklus reliéfů Život Marie, původně zámek Grünwald poblíž Mnichova
- kolem 1490 sv. Michael, dřevořezba, seminář kleriků, Freising
- 1490 sv. Petr, dřevořezba, též hlavní oltář, zničený při rekonstrukci v 18. století, Peterskirche, Mnichov
- 1490–1492 Sedm figur (kámen), skupina Svatého hrobu, biskupský dóm, Freising
- 1502 Busty a figury apoštolů a světců (původně 170 soch) na chórových lavicích, Frauenkirche, Mnichov
- kolem 1500 Trůnící madona, oltář St. Maria (Ramersdorf), Mnichov
- 1502–1506 Hlavní oltář, Reichersdorf, Nußdorf ob der Traisen v Rakousku
- 1487 stavitel kláštera Mariaberg v Rohrschachu u Bodamského jezera[5], později ve službách klášterů u jezera Tegernsee, v Weyarn a okolí.